# Wilhelm Adam
Wilhelm Adam (ur. 15 września 1877 w Ansbach, zm. 8 kwietnia 1949 w Garmisch-Partenkirchen) – niemiecki wojskowy, generał pułkownik, szef sztabu generalnego wojsk lądowych (1930–33) i przeciwnik polityczny Adolfa Hitlera. Uczestnik I wojny światowej.

## Życiorys
W 1897 r. rozpoczął służbę wojskową w armii Królestwa Bawarii. Był oficerem królewskiego batalionu kolejowego. Dwa lata później awansował na porucznika. W latach 1907–1910 był słuchaczem Akademii Wojskowej w Monachium, której organizatorem był Wilhelm von Leeb. Po ukończeniu akademii został oficerem Sztabu Generalnego.
W czasie I wojny światowej dowodził kompanią, a następnie pełnił służbę w sztabie dywizji i armii. Przez całą wojnę służył na froncie zachodnim. Następnie był oficerem łącznikowym rządu bawarskiego.
Od 1921 r. był oficerem Reichswehry. Był m.in. dowódcą batalionu w Pasawie, służył w szkolnictwie i był szefem sztabu 7. Dywizji. 1 kwietnia 1928 objął dowództwo 19 pułku piechoty w Monachium. W 1929 r. został szefem sztabu Dowództwa I Grupy (niem. Gruppenkommando) w Berlinie. 1 lutego 1930 awansował na generała majora. 1 października 1930 r. został mianowany szefem Urzędu Wojska (niem. Truppenamt), będącym zamaskowanym sztabem generalnym wojsk lądowych. Na tym stanowisku 1 grudnia 1931 r. awansował na generała porucznika. Prowadził współpracę z Armią Czerwoną w zakresie szkolenia wojsk oraz uważał, że należy unikać wojny, dopóki Niemcy nie są do niej należycie przygotowane. 
Krytycznie oceniał Adolfa Hitlera. 1 października 1933 r., osiem miesięcy po objęciu rządów przez Hitlera, został usunięty ze stanowiska szefa Truppenamtu i przeniesiony na stanowisko dowódcy 7 Dywizji i jednocześnie dowódcy VII Okręgu Wojskowego. Podczas nocy długich noży zamierzał wystąpić przeciw SS, ale ostatecznie zachował neutralność. 1 kwietnia 1935 awansował na generała piechoty, a 1 października tego roku został komendantem Akademii Wehrmachtu. Wiosną 1938 r. został przeniesiony na stanowisko dowódcy 2 Grupy Armii w Kassel. Krytykował nierealny projekt rozbudowy fortyfikacji na granicy z Francją. Mimo że przystąpił do jego realizacji, znalazł się w niełasce Hitlera. Jesienią 1938 znalazł się nawet w grupie oficerów spiskujących przeciw Hitlerowi. Ostatecznie postanowił przejść na emeryturę i 31 grudnia 1938 r. został przeniesiony w stan spoczynku. 1 stycznia 1939 awansował na generała pułkownika. Formalnie pozostawał w dyspozycji Wojsk Lądowych (Heer), ale nie otrzymał już żadnego stanowiska.
Po wojnie występował w charakterze świadka przed Międzynarodowym Trybunałem Wojskowym w Norymberdze.
Podczas II wojny światowej zginęło jego dwóch synów.

## Literatura
- Władysław Kozaczuk, Wehrmacht 1933-1939. Rozbudowa sił zbrojnych Trzeciej Rzeszy jako narzędzia presji, ekspansji terytorialnej i wojny, Wydawnictwo Ministerstwa Obrony Narodowej, Warszawa 1985, ISBN 83-11-07118-7.
- Friedrich-Christian Stahl: Generaloberst Wilhelm Adam. in: Gerd R. Ueberschär (Hrsg.): Hitlers militärische Elite. Primus Verlag, Darmstadt 1998, Bd. 1 Seite 1–8, ISBN 3-89678-083-2
- Gerd F. Heuer: Die Generalobersten des Heeres. Inhaber höchster deutscher Kommandostellen. Moewig Verlag, Rastatt 1988, Seite 19–22, ISBN 3-8118-1049-9.
- Gerd R. Ueberschär, Wojskowe elity III Rzeszy, Warszawa 2004, s. 16–25.